# Titanideum suberosum
Titanideum suberosum is een zachte koraalsoort uit de familie Anthothelidae. De koraalsoort komt uit het geslacht Titanideum. Titanideum suberosum werd in 1864 voor het eerst wetenschappelijk beschreven door Verrill. 